# Dragoș Buhagiar
Dragos Buhagiar este un scenograf de teatru si film din România.

## Biografie
S-a născut pe data de 19 august 1965, la Brăila.
A absolvit Academia de Arte Plastice "Nicolae Grigorescu" București, promoția 1992.
Este membru al Uniunii Artiștilor Plastici din 1995 si membru al UNITER din 1993.
A semnat scenografii importante atât pentru spectacole de teatru sau filme, cât și pentru spoturi publicitare și evenimente corporatiste. A folosit în teatru experiența acumulată în publicitate.
Decorurile sale se constituie în imagini deosebit de spectaculoase. Dragoș Buhagiar urmărește crearea unor spații de joc care se modifică permanent. Obiectele de scenă trebuie să fie în interacțiune cu actorii. El are posibile origini franco-italiano-malteze.

## Spectacole cu scenografia semnată Dragoș Buhagiar
- Teatrul Național Bucuresti-„Eduard al III-lea" de William Shakespeare, regia Alexandru Tocilescu, 2007
- Teatrul Național Bucuresti-„Burghezul gentilom" după J.B.P. Molière, regia Petrică Ionescu, 2006
- Teatrul Mic - „Cum gândește Amy" de David Hare, regia Cătălina Buzoianu, 2005
- Teatrul din Brașov - „Așteptându-l pe Godot" de Samuel Beckett, regia Alexandru Dabija, 2005
- Expoziție personală de scenografie în cadrul festivalului „Zile și nopți de teatru european la Brăila", 2004
- Teatrul Lucia Sturdza Bulandra - „Oblomov" de I.A. Goncearov, regia Alexandru Tocilescu, 2003
- Teatrul LUNI de la Green Hours - „Oase pentru Otto" de Lia Bugnar, regia Alexandru Dabija, 2003
- Fundația Proiect DCM - „Paradis Serial", regia Cosmin Manolescu, 2003
- Teatrul LUNI de la Green Hours - „Aici nu se simte" de Lia Bugnar, regia Alexandru Dabija, 2002
- Teatrul Mic - „Baal" de Bertolt Brecht, regia Dragoș Galgoțiu, 2002
- Teatrul Odeon - „Alchimistul", dramatizare de Radu Macrinici după Paulo Coelho, regia Anca Colțeanu, 2002
- Teatrul Lucia Sturdza Bulandra „Colonelul Pasăre" de Hristo Boicev, regia Alexandru Dabija, 2001
- Teatrul Odeon - „Îngerul Albastru" după Heinrich Mann, regia Răzvan Mazilu, 2001
- Teatrul Odeon și SMART - „Frații" de Sebastian Barry, regia Alexandru Dabija, 2000
- Teatrul National Bucuresti-„Dragoste în hala de pește" de Israel Horovitz, regia Ion Cojar, 1999
- Teatrul Constantin Nottara - „Costumele", regia Dan Puric, 1999
- Teatrul Lucia Sturdza Bulandra - „Mutter Courage" de Bertolt Brecht, regia Cătălina Buzoianu, 1999
- Teatrul Odeon și SMART - „Saragosa 66 de zile", dramatizare de Alexandru Dabija după „Manuscrisul găsit la Saragosa" Jan Potocki, regia Alexandru Dabija, 1999
- Teatrul Mic - „Sonata Fantomelor" de Strindberg, regia Cătălina Buzoianu, 1999
- Teatrul Constantin Nottara - „Lungul drum al zilei către noapte" de Eugene O`Neill, regia Alexandru Dabija, 1998
- Teatrul Mic - „Școala femeilor" de J.B.P. Mollière, regia Alexandru Dabija, 1998
- Teatrul Constantin Nottara - „Orfanul Zhao" de Jin Junxiang, regia Alexandru Dabija, 1998
- Teatrul Tineretului Piatra Neamț - „De la chair au trone" de Amadou Kone, regia Alexandru Dabija, 1997
- Teatrul de Comedie - „Comedia erorilor" de William Shakespeare,  regia Alexandru Dabija, 1997
- Teatrul Constantin Nottara - „Costumele", regia Dan Puric, 1996
- Teatrul Maria Filotti din Brăila - „Chira Chiralina" de Panait Istrati, regia Cătălina Buzoianu, 1996
- Teatrul Tineretului Piatra Neamț - „Mult zgomot pentru nimic" de William Shakespeare, regia Alexandru Dabija, 1996
- Teatrul National Bucuresti-„Tehnica raiului" de Mihai Ispirescu, regia Dan Micu, 1997
- Teatrul Mic București - „Caii la fereastră" de Matei Vișniec, regia Nicolae Scarlat, 1995
- Teatrul Tineretului Piatra Neamț - „Orfanul Zhao" de Jin Junxiang, regia Alexandru Dabija, 1995
- Teatrul din Brașov - „Frații" de Sebastian Barry, regia Alexandru Dabija, 1995
- Teatrul National Bucuresti-„Roberto Zucco" de Bernard-Marie Koltès, regia Felix Alexa, 1995
- Teatrul National Bucuresti- „Anton Pann" de Lucian Blaga, regia Dan Micu, 1995
- Teatrul National Bucuresti- „Casa Bernardei Alba" de Federico Garcia Lorca, regia Felix Alexa, 1994
- Teatrul National Bucuresti- „Ondine" de Jean Girodoux, regia Horea Popescu, 1994
- Teatrul Lucia Sturdza Bulandra - „Suita de crime și blesteme" după Euripide, regia Alexandru Dabija, 1994
- Teatrul Mic - „Peer Gynt" de Henrik Ibsen, regia Ștefan Iordănescu, 1994
- Teatrul Odeon - „Cumetrele" de Michel Tremblay, regia Petre Bokor, 1994
- Theatrum Mundi cu Institutul Francez și Compania Aparte „Jaques le fataliste" după Diderot, regia Cristina Ioviță, 1993
- Teatrul Dramatic Sică Alexandrescu - „Elisabeta, din întâmplare o femeie" de Dario Fo, regia Mihai Lungeanu, 1993
- Teatrul Odeon - „La Țigănci" de Mircea Eliade, regia Alexandru Hausvater, 1993
- Teatrul Lucia Sturdza Bulandra - „Vizita bătrânei doamne" de Friedrich Dürrenmatt, regia Felix Alexa, 1993
- Teatrul Mic - „Zoo Story" de Eduard Albee, regia Felix Alexa, 1992
- Teatrul Mic - „Jaques și stăpânul său" de Milan Kundera, regia Petre Bokor, 1992
- Teatrul Dramatic din Brașov - „Metamorfozele lui Pulcinella", regia Louise Dănceanu, 1992
- Teatrul din Brașov - „Garden Party" de Eduard Albee, regia  Eugen Marcus, 1992
- Studioul Casandra București - „Cei din urmă" de Maxim Gorki, regia Sanda Manu, 1991
- Studioul Casandra București - „Pe cheiul de vest" de Bernard-Marie Koltès, regia Felix Alexa, 1991
- Teatrul Mic - „Elisabeta, din întâmplare o femeie" de Dario Fo, regia Mihai Lungeanu, 1991
- Teatrul Inoportun și UNITER - „Funcționarul Destinului" de Horia Gârbea, regia Felix Alexa, 1991
- Teatrul National Bucuresti-„Vrăjitoarele din Salem" de Arthur Miller, regia Felix Alexa, 1991
- Circul București - „International Circus Show", regia Radu Neag, 1991
- Teatrul Maria Filotti din Brăila - „Take, Ianke și Cadîr" de Victor Ioan Popa, regia Marius Popescu, 1990

## Decoruri de televiziune, stilism, evenimente
- Antena 1 - Divertis Show, 2005
- Anual Emploee Meeting Connex, 2005
- Stand Connex CERF, 2005
- Decor LOTO, TVR, 2004
- Anual Emploee Meeting Connex, 2004
- Stand Fargo Deco Design, 2004
- Stand Connex CERF, 2004
- Decor Balul Academiei Cațavencu, 2004
- Concert Stefan Hrusca Tour, 2004
- Anual Emploee Meeting Connex, 2003
- Stand Connex CERF, 2003
- Decor  ambientare „I seek change" Connex, 2003
- Decor ambientare eveniment „All 4 one" Connex, 2002
- Decor ambientare Festivalul Humorror - Connex, 2001
- Decor Balul Academiei Catavencu, 2000
- Decoruri, ambientare Festival Humorror 2000 - Connex, 2000
- Concert Connex, eveniment pe bloc, regia Alexandru Dabija, 2000
- „Janine Eclipse" pentru PRO TV, regia Alexandru Darie, 1999
- „Rocada", „Metropolis", „News" pentru Atomic TV, 1998
- Decor film documentar „Timpuri Noi" pentru PRO TV, regia Radu Muntean, 1998
- Decor concert Timpuri Noi, 1998
- Janine J5, PRO TV, regia Andi Antemia, 1997
- Fashion Club Doina Levintza - colecția „Borderline", 1994
- Colecția de modă a casei Milea, regia Andi Antemia, 1993

## Light design
- Teatrul Lucia Sturdza Bulandra - „Oblomov" de I.A. Goncearov, regia Alexandru Tocilescu, 2003
- Teatrul LUNI de la Green Hours - „Oase pentru Otto" de Lia Bugnar, regia Alexandru Dabija, 2003
- Fundația Proiect DCM - „Paradis Serial", regia Cosmin Manolescu, 2003
- Teatrul LUNI de la Green Hours - „Aici nu se simte" de Lia Bugnar, regia Alexandru Dabija, 2002
- Teatrul Mic - „Baal" de Bertholt Brecht, regia Dragoș Galgoțiu, 2002
- Teatrul Odeon - „Alchimistul" de Paolo Coelho, regia Anca Colțeanu, 2002
- Teatrul Odeon - „Îngerul Albastru" după Heinrich Mann, regia Răzvan Mazilu, 2001
- Teatrul Odeon și SMART - „Frații" de Sebastian Barry, regia Alexandru Dabija, 2000
- Teatrul Mic - „Sonata fantomelor" de August Strindberg, regia Cătălina Buzoianu, 1999
- Teatrul Lucia Sturdza Bulandra - „Mutter Courage" de Bertolt Brecht, regia Cătălina Buzoianu, 1999
- Teatrul Constantin Nottara - „Costumele", regia Dan Puric, 1999
- Teatrul Constantin Nottara - „Costumele", regia Dan Puric, 1996
- Teatrul Național București - „Roberto Zucco" de Bernard-Marie Koltès, regia Felix Alexa, 1995

## Premii
- Festivalul de Dramaturgie Contemporană de la Brașov, Premiul pentru scenografie - „Cum gândește Amy", Teatrul Mic București, 2005
- UNITER - Premiul pentru cea mai bună scenografie - „Oblomov", Teatrul Bulandra București, 2003
- Premiul Uniunii Artiștilor Plastici pentru Scenografia spectacolele „Alchimistul" - Teatrul Odeon și „Baal" - Teatrul Lucia Sturdza Bulandra, 2002
- UNITER Premiul pentru cea mai bună scenografie - „Alchimistul", Teatrul Odeon și „Baal", Teatrul Bulandra, 2002
- Premiul pentru scenografia spectacolului „Colonelul Pasăre", Festivalul de Dramaturgie Contemporană Brașov, 2001
- Premiul Connex de Excelență, pentru imaginație și imagine, 2000
- UNITER - Premiul pentru scenografie spectacolele „Chira Chiralina", „Boss Grady`s boys", 1997
- Asociația Internațională a Criticilor de Teatru - Premiul pentru scenografie, 1996
- UNITER  -  Premiul pentru scenografie pentru spectacolele „Roberto Zucco", „Orfanul Zhao", 1996
- Premiul I pentru creație vestimentară - Premiul I pentru spectacolul de modă la Festivalul Național de Modă, 1994
- Festivalul Național de Teatru „I.L. Caragiale" - Premiul pentru costume - „Jaques și stăpânul său" de Milan Kundera, 1992